# Starmarie
Starmarie (スターマリー, écrit en majuscules et à l'occidentale STARMARIE) est un groupe de j-pop formé à Tokyo en juillet 2008 et actuellement composé de cinq idoles japonaises produites par l'agence M-Smile.
Les membres sont considérés comme des gothic lolitas.
Les filles interprètent des chansons ayant pour thème la fantasy et les contes de fée.
Starmarie a pris part au projet Allover. Les membres Shiori Aoki, Nozomi Kishita, et Shino Takamori étaient membres de la Team α (alpha) de ce projet.
Les fans du groupe sont appelés « Marist » (マリスト).

## Biographie
En juillet 2008, le groupe se forme avec les 3 membres d’origine : Shiori Aoki, Kaori Arai et Saya Sekine.
Nozomi Kishita a rejoint le groupe d’idols en août suivant.
Starmarie ont fait leurs débuts avec le single Time Machine Love sorti en février 2009.
Kaori Arai démissionne de Starmarie en novembre 2009 et est remplacée par un nouveau membre Shino Takamori. Cette dernière fait sa première apparition sur le single Andromeda Proposal sorti en  février 2010.
Saya Sekine annonce sa remise de diplôme et quitte le groupe en août 2010.
Le premier album du groupe Fantasy World voit le jour le 23 février 2011.
Starmarie participe à la convention Anime Expo AX en juillet 2013 à Los Angeles (aux États-Unis) en tant qu'invitées musicales. Il s'agit de la première performance en live du groupe à l'étranger.
Le groupe d'idoles s'est produit à l’événement Best of Anime aux Philippines en septembre 2013 et en mai 2014.
Les Starmarie sont retournées aux États-Unis en mars 2014 pour participer au festival SXSW à Austin au Texas.
Shiori Aoki devient le dernier membre d'origine à quitter le groupe en avril 2014.
En juin 2014, Hiroka Matsuzaki, Mokoto Nakane et Kaede Watanabe rejoignent le groupe en tant que nouveaux membres. Après l'arrivée de ses membres, le groupe ayant gardé le concept de trio devient un quintet et la typographie du nom « Starmarie » change en « STARMARIE ».
En septembre 2014, Starmarie participe au festival Tokyo Crazy Kawaii Taipei à Taiwan en compagnie d'autres groupes d’idoles japonaises. Les filles ont donné un concert aux Philippines quelques jours plus tard.
En novembre 2014, elles se sont produites au Little Tokyo Crazy Kawaii Taipei。.
L'application officielle de Starmarie sur iPhone est sortie en décembre 2014. Elle est disponible sur le iTunes store.
Nozomi Kishita et Mokoto Nakane interprètent les rôles principaux dans la pièce de théâtre Ginga Tetsudō no Yoru ni Kanari Yoru Yoru (銀河鉄道の夜にかなり依る夜) en janvier 2015. Il s'agit de la 7e pièce de la compagnie Space Trip.
La tournée de concerts Starmarie Asia Tour 2015 ~Fantastic~ a lieu de mars à mai 2015. Le groupe donne des concerts au Japon, à Taïwan, aux Philippines et en Indonésie.
Les idoles participent au festival CLAS:H 2015 à Jakarta (en Indonésie) en mai 2015.
Les Starmarie se sont produites au Pipe Live Music à Taïwan aux côtés de You Kikkawa en juillet 2015.
Leur single Mekurumeku Yūki, sorti en août 2015, est la chanson thème de fin de l'anime Cardfight!! Vanguard G (カードファイト!! ヴァンガードG)  diffusé sur TV Tokyo.
En août 2015, Mokoto Nakane et Nozomi Kishita sont nommées ambassadrices pour la promotion du  Atami Sun Beach Water Park (熱海サンビーチウォーターパーク) dans la préfecture de Shizuoka.
Au cours d'un événement organisé par le groupe au Akiba Sofmap le 23 août 2015, Mokoto Nakane annonce avoir changé son nom pour Monya Nakane pour rendre plus facile la mémorisation de son nom aux fans ; le nom « Monya » est en réalité son surnom. Monya Nakane débute en parallèle une carrière de mannequin pour Zipper.
Le groupe fait son retour à Taïwan en septembre 2015, puis en novembre 2015 dans le cadre de leur tournée de concerts The Fantasy World. À cette occasion, les membres ont également participé à un événement de mode gothic lolita et à un festival d’idoles.
Elles ont donné leur premier concert à Hong Kong (en Chine) en décembre 2015.
En janvier 2016, les Starmarie ont rencontré la présidente taïwanaise Tsai Ing-wen avant leur show à la Fancy Frontier Cosplay Convention au Taipei Expo Park. Dans les soirées des 30 et 31 janvier, les Stamarie ont participé à des lives au Jack’s Studio de Taipei aux côtés de Noriko Sakai et Ai Shinozaki. Après leur retour au Japon, le groupe se produit en concert au Shibuya Tsutaya O-East de Tokyo le 19 février, puis lors d’un autre show solo à Taïwan le 20 mars.
En février 2016, les filles ont dévoilé de nouveaux costumes dont le design a été réalisé en collaboration avec des marques populaires au niveau international telles que Putumayo, représentant la mode de Harajuku, et Rion.
Le single Hime wa Rankiryuu Goikkō-sama, en vente en avril 2016, est la chanson thème de fin de l'anime Onigiri (鬼斬).

## Membres
- Nozomi Kishita (木下望?) : intègre en août 2008
- Shino (紫乃?) : intègre en novembre 2009
- Hiroka (博香?) - leader : intègre en  juin 2014
- Monya Nakane (中根もにゃ?) - de son vrai nom Motoko Nakane (中根礎子?) : intègre en  juin 2014
- Maya (麻弥?) : intègre en décembre 2020

Anciennes membres
- Kaori Arai (荒井香里?) : membre d'origine graduée en novembre 2009
- Saya Sekine (関根沙亜耶?) : membre d'origine ; graduée en août 2010
- Shiori Aoki (青木栞?) : membre d'origine ; graduée en mars 2014
- Kaede Watanabe (渡辺楓?) : intègre en juin 2014; graduée en octobre 2020

## Discographie

### Albums
| #           | Titre de l'album       | Titre original         | Date de sortie   | Oricon    | Label            |
| Originaux   | Originaux              | Originaux              | Originaux        | Originaux | Originaux        |
| ----------- | ---------------------- | ---------------------- | ---------------- | --------- | ---------------- |
| 1           | Fantasy World          | ファンタジーワールド   | 23 février 2011  | –         | Shikisai Records |
| 2           | Fantasy World 2        | ファンタジーワールド2  | 26 décembre 2012 | –         | Shikisai Records |
| 3           | Fantasy World 3        | ファンタジーワールド3  | 16 avril 2014    | –         | Shikisai Records |
| 4           | Fantasy Theater        | FANTASY THEATER        | 4 avril 2017     | –         | Shikisai Records |
| 5           | Fantasy World IV       | FANTASY WORLD IV       | 14 février 2018  | –         | Shikisai Records |
| 6           | Fantasy World V        | FANTASY WORLD V        | 18 mai 2022      | –         | Shikisai Records |
| EP          |                        |                        |                  |           |                  |
| 1           | Fantasy Novel          | Fantasy Novel          | 19 février 2016  | –         | Shikisai Records |
| 2           | Spell of the Halloween | Spell of the Halloween | 1er octobre 2016 | –         | Shikisai Records |
| Compilation |                        |                        |                  |           |                  |
| 1           | The Fantasy World      | The Fantasy World      | 22 juin 2015     | –         | Shikisai Records |

### Singles
| #       | Titre du single  | En japonais / Typographie                              | Date de sortie                                   | Oricon  |
| Singles | Singles          | Singles                                                | Singles                                          | Singles |
| ------- | ---------------- | ------------------------------------------------------ | ------------------------------------------------ | ------- |
| 1       | 11 février 2009  | Time Machine Love                                      | タイムマシーン・ラブ                             | 154     |
| 2       | 20 mai 2009      | Mahō Tsukai Lulu                                       | 魔法使いルル                                     | 176     |
| 3       | 24 février 2010  | Andromeda Proposal                                     | アンドロメダ・プロポーズ                         | 148     |
| 4       | 15 décembre 2010 | Monomane Shi Nero                                      | モノマネ師ネロ                                   | 84      |
| 5       | 27 avril 2011    | Namida no Paso Kōjō « Consel Kamata » ~Single Version~ | 涙のパン工場「コンセル・カマタ」~Single Version~ | 130     |
| 6       | 25 juillet 2012  | Mitsuboshi Restaurant Paul kara no Shōtaijō            | 三ツ星レストラン ポールからの招待状              | 115     |
| 7       | 10 octobre 2012  | Hagane no Yūki                                         | ハガネの勇気                                     | –       |
| 8       | 3 décembre 2014  | Circus wo Koroshita no wa Dareda                       | サーカスを殺したのは誰だ                         | 58      |
| 9       | 27 mai 2015      | Net Auction Babies                                     | ネット・オークション・ベイビーズ                 | 58      |
| 10      | 19 août 2015     | Mekurumeku Yūki                                        | メクルメク勇気!                                  | 25      |
| 11      | 20 avril 2016    | Hime wa Rankiryū Goikkō-sama                           | 姫は乱気流☆御一行様                              | 22      |
| 12      | 4 juillet 2017   | Natsu ni Nare!                                         | ナツニナレ!                                      | 27      |